# Hénencourt
Ne doit pas être confondu avec Hennecourt.
Hénencourt est une commune française située dans le département de la Somme, en région Hauts-de-France.

## Géographie

### Description

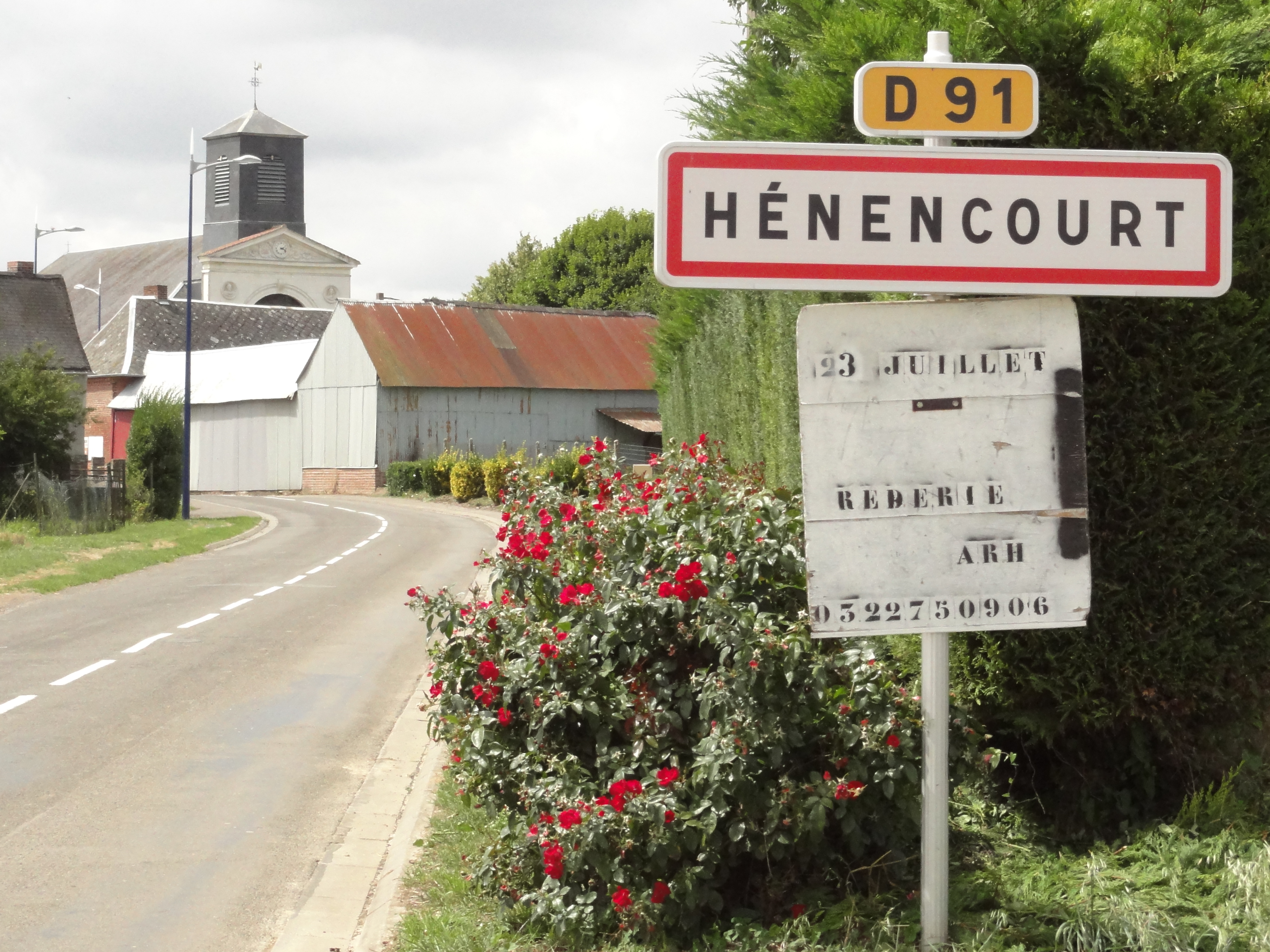
Panneau d'entrée du village.

Hénencourt, village rural picard, est situé à 6 km à l'ouest d'Albert, sur la RD 91 d'Albert à Warloy-Baillon qui relie les vallées de l'Ancre et de l'Hallue.
Le village s'est bâti sur une haute plaine, entre les deux vallées de l'Ancre et de l'Hallue. Il culmine à 109 mètres, près du chemin de Senlis-le-Sec.
Hénencourt  est desservi en 2019 par les lignes d'autocars du réseau interurbain Trans'80 Hauts-de-France (ligne no 36).

### Nature du sol et du sous-sol
Le territoire est souvent recouvert d'une épaisse couche d'argile favorable à la production de briques et de tuiles (pannes). Le sous-sol est sablonneux. Vers Warloy-Baillon, quelques centimètres d'argile reposent sur un fond calcaire. Dans la direction de Senlis, la craie ou la marne argileuse reposent sous 10 à 12 cm de terre arable.

### Hydrographie
La commune est située dans le bassin Artois-Picardie. Elle n'est drainée par aucun cours d'eau.

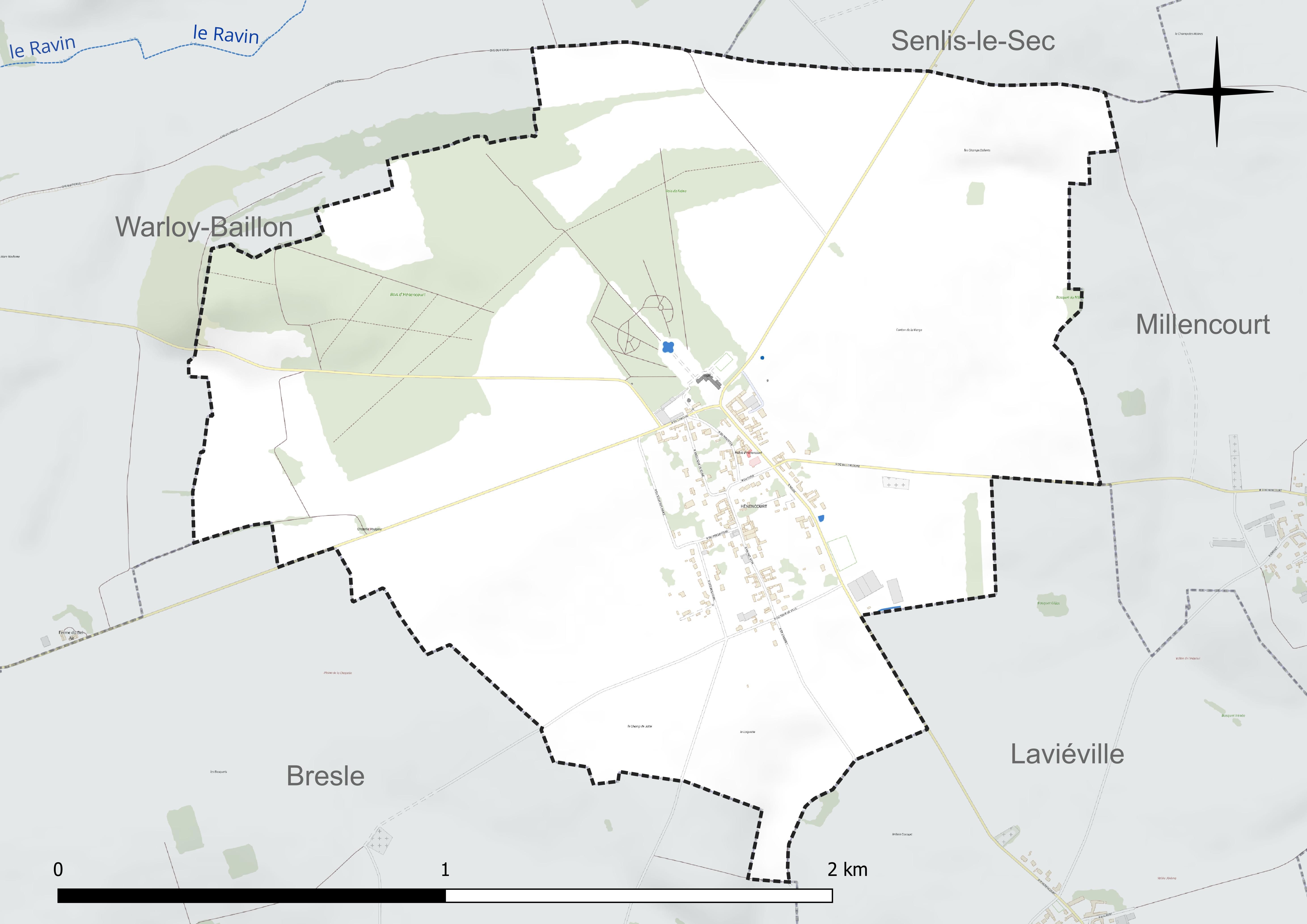
Réseau hydrographique d'Hénencourt.

### Climat
Pour des articles plus généraux, voir Climat des Hauts-de-France et Climat de la Somme.
En 2010, le climat de la commune est de type climat océanique dégradé des plaines du Centre et du Nord, selon une étude du CNRS s'appuyant sur une série de données couvrant la période 1971-2000. En 2020, Météo-France publie une typologie des climats de la France métropolitaine dans laquelle la commune est exposée à un climat océanique et est dans la région climatique Nord-est du bassin Parisien, caractérisée par un ensoleillement médiocre, une pluviométrie moyenne régulièrement répartie au cours de l'année et un hiver froid (3 °C).
Pour la période 1971-2000, la température annuelle moyenne est de 10,1 °C, avec une amplitude thermique annuelle de 14,5 °C. Le cumul annuel moyen de précipitations est de 792 mm, avec 12,2 jours de précipitations en janvier et 8,7 jours en juillet. Pour la période 1991-2020, la température moyenne annuelle observée sur la station météorologique la plus proche, située sur la commune de Méaulte à 7 km à vol d'oiseau, est de 10,7 °C et le cumul annuel moyen de précipitations est de 730,3 mm,. Pour l'avenir, les paramètres climatiques de la commune estimés pour 2050 selon différents scénarios d'émission de gaz à effet de serre sont consultables sur un site dédié publié par Météo-France en novembre 2022.

## Urbanisme

### Typologie
Au 1er janvier 2024, Hénencourt est catégorisée commune rurale à habitat dispersé, selon la nouvelle grille communale de densité à sept niveaux définie par l'Insee en 2022.
Elle est située hors unité urbaine. Par ailleurs la commune fait partie de l'aire d'attraction d'Amiens, dont elle est une commune de la couronne,. Cette aire, qui regroupe 369 communes, est catégorisée dans les aires de 200 000 à moins de 700 000 habitants,.

### Occupation des sols
L'occupation des sols de la commune, telle qu'elle ressort de la base de données européenne d'occupation biophysique des sols Corine Land Cover (CLC), est marquée par l'importance des territoires agricoles (71,4 % en 2018), une proportion identique à celle de 1990 (71,4 %). La répartition détaillée en 2018 est la suivante : 
terres arables (71,4 %), forêts (19,1 %), zones urbanisées (9,5 %). L'évolution de l'occupation des sols de la commune et de ses infrastructures peut être observée sur les différentes représentations cartographiques du territoire : la carte de Cassini (XVIIIe siècle), la carte d'état-major (1820-1866) et les cartes ou photos aériennes de l'IGN pour la période actuelle (1950 à aujourd'hui).

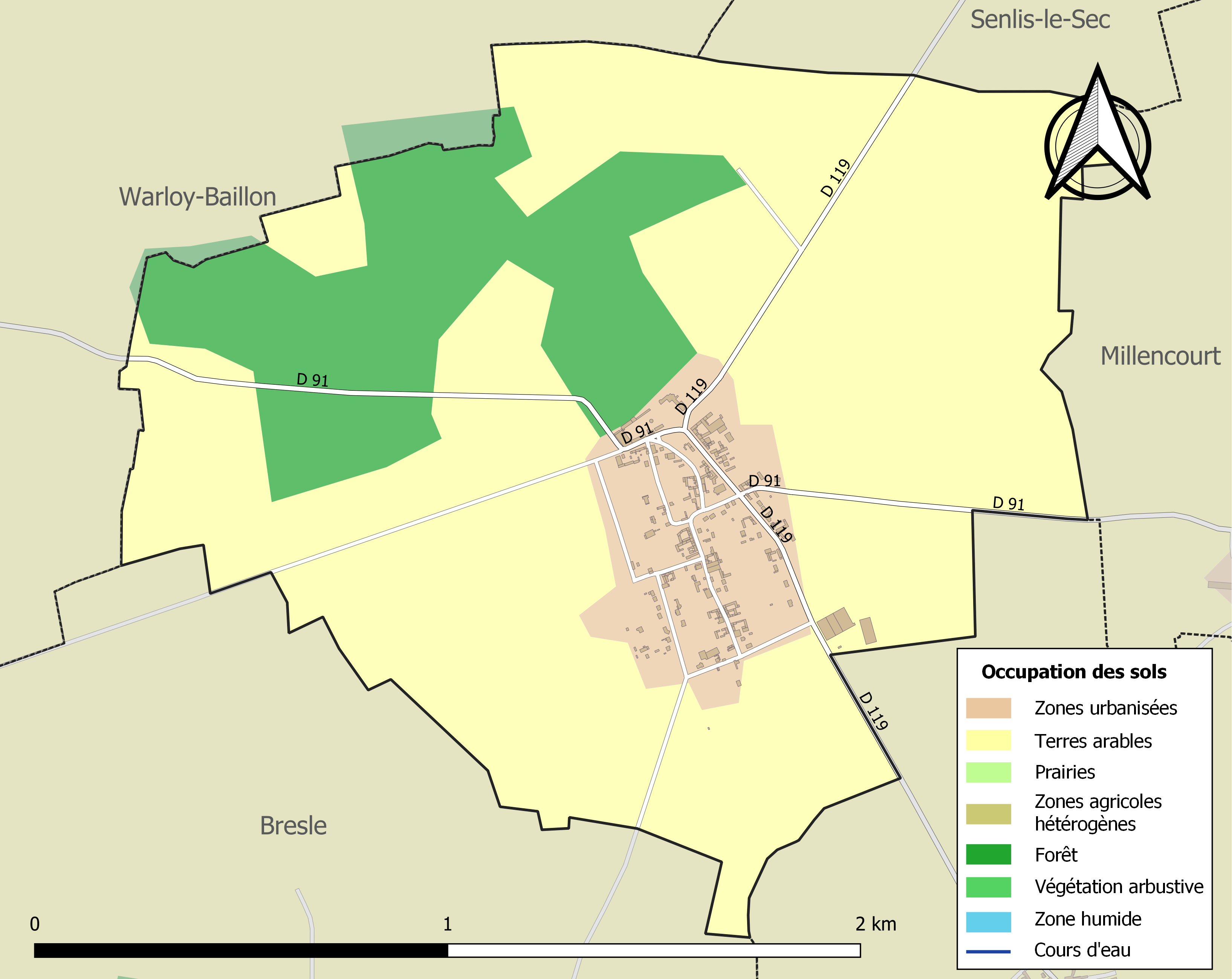
Carte des infrastructures et de l'occupation des sols de la commune en 2018 (CLC).

## Toponymie
On trouve plusieurs formes pour désigner Hénencourt dans les textes anciens : Hennencurt en 1147 ; Henencort en 1163 ; Enancourt en 1237 ; Hainencort en 1301 ; Henencourt en 1330 ; Hennencourt en 1347 ; Henecourt en 1579 ; Hennecourt en 1698 ; Henancourt en 1733.
Hénencourt est un terme de formation germano-romane. Le suffixe « court », dérive du terme latin curtis désignant une cour de ferme, une ferme ou un domaine. Le préfixe « Hénen » serait un dérivé du nom germanique d'un des propriétaires après les Invasions barbares des Ve et VIe siècles.

## Histoire

### Moyen Âge
Il n'y a pas trace de document écrit concernant Hénencourt avant le XVe siècle. L'église Saint-Maclou est construite en 1404. En 1458, se déroule, dans l'église d'Hénencourt, la translation des reliques de saint Maclou, de saint Georges et de saint Nicaise. La fête du village est fixée au dimanche suivant la Saint-Nicaise.
La maison seigneuriale était bâtie entre la rue du Four, la rue du Magister et la rue d'Agaches, sur une éminence, près du premier puits de l'abreuvoir, de l'ancien cimetière et de l'église remplacée en 1840. Un souterrain existe près de là.

### Époque moderne
Le premier curé de la paroisse d'Hénencourt est désigné en 1498.
En 1534, Charles de Lameth est gouverneur de Corbie.
En 1624, Jean de Lameth fait planter le parc du château. Le château actuel date du  XVIIe siècle et a été remanié au siècle suivant par un architecte vraisemblablement proche de Pierre Contant d'Ivry.
En 1677, Jean Cauchois, clerc lay (ou clerc laïc, paroissien exerçant des activités assistant le curé de la paroisse)[C'est-à-dire ?] à Hénencourt, appose sa signature au bas d'un document. Il meurt en 1696 et  est inhumé dans l'église. Le 10 mars 1719, Jean Alexis Manot, clerc lay et magister, est lui aussi inhumé dans l'église. La fonction de magister (laïc exerçant la fonction de "maître d'école" avant la laïcisation de l'enseignement)[C'est-à-dire ?] est exercé jusque 1854 par un membre de la famille Manot.
En 1742, est creusé le puits d'en-bas.

### Époque contemporaine

#### Révolution française
Le 2 décembre 1792, la commune d'Hénencourt a comme prêtre constitutionnel Herby. Le 30 thermidor an II (17 août 1794), Augustin de Lameth est remis en liberté après deux mois d'incarcération ayant été considéré comme suspect.

#### XIXesiècle
Le premier budget communal est adopté en l'an IX (1800-1801).
En 1808, est construite la première école de la commune.
L'église Saint-Maclou est reconstruite en 1840.
Pendant la Guerre franco-allemande de 1870, le 25 décembre 1870, 4 000 Allemands occupèrent le village imposant aux habitants des réquisitions. M. de Lameth établit une ambulance dans le village pour y soigner blessés et malades. Une épidémie de variole fit 32 morts. Trois capitaines, deux sous-officiers et 22 soldats de la commune prirent part à la guerre. Le sergent Minotte et quatre soldats moururent dans les ambulances.
Le 27 juillet 1897, est inauguré le monument « Espérance » à la mémoire des soldats morts au cours de la Guerre de 1870, érigé par les soins d'Henri de Lameth, engagé volontaire en 1870, capitaine des corps francs et maire d'Hénencourt.
En 1899, la chasse est toujours entièrement réservée au châtelain, même en dehors des terres qu'il affermait.

#### Première Guerre mondiale

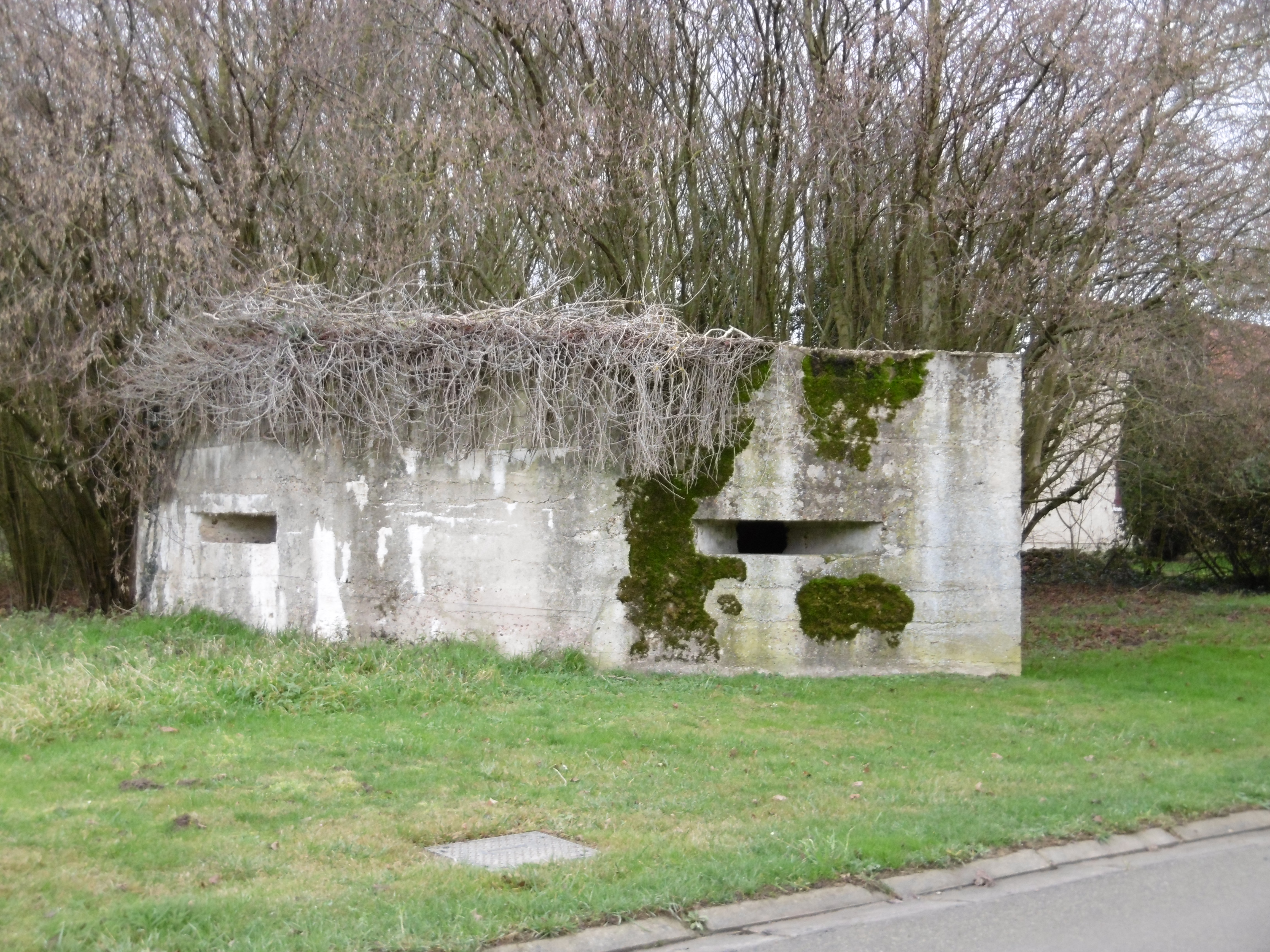
Blockhaus de la Première Gierre mondiale, en 2019.

Pendant la Première Guerre mondiale, le château d'Hénencourt est occupé par William Birdwood, commandant du Corps d'armée australien et néo-zélandais (ANZAC) ; des soldats australiens y cantonnent. L'édifice est à demi-détruit à cause de l'effondrement d'une sape aménagée par l'armée britannique qui provoque l'explosion d'une bombe suivie d'un incendie.
Des blockhaus sont construits dans le village par l'armée britannique et quelques uns subsistent encore aujourd'hui.

## Politique et administration
| Période                                  | Période                      | Identité                                      | Étiquette | Qualité                                 |
| ---------------------------------------- | ---------------------------- | --------------------------------------------- | --------- | --------------------------------------- |
|                                          | en cours en 1793             | Pierre François Ruin                          |           | membre du conseil général de la commune |
|                                          | en cours en 1857             | Marie Ambroise Baudoin Augustin de Lameth     |           | général d'armée                         |
| Les données manquantes sont à compléter. |                              |                                               |           |                                         |
| mars 2001                                | 2008                         | Baudouin Gérard Marc Marie Thibault de Lameth |           | Agriculteur                             |
| mars 2008                                | 2020                         | Michel Vandepitte,                            |           |                                         |
| 2020                                     | En cours (au 8 octobre 2020) | Gilles Roussel                                |           |                                         |

## Démographie
L'évolution du nombre d'habitants est connue à travers les recensements de la population effectués dans la commune depuis 1793. Pour les communes de moins de 10 000 habitants, une enquête de recensement portant sur toute la population est réalisée tous les cinq ans, les populations de référence des années intermédiaires étant quant à elles estimées par interpolation ou extrapolation. Pour la commune, le premier recensement exhaustif entrant dans le cadre du nouveau dispositif a été réalisé en 2004.

En 2022, la commune comptait 192 habitants, en évolution de −1,54 % par rapport à 2016 (Somme : −1,26 %, France hors Mayotte : +2,11 %).
| 1793 | 1800 | 1806 | 1821 | 1831 | 1836 | 1841 | 1846 | 1851 |
| ---- | ---- | ---- | ---- | ---- | ---- | ---- | ---- | ---- |
| 432  | 450  | 534  | 581  | 591  | 602  | 603  | 602  | 601  |

| 1856 | 1861 | 1866 | 1872 | 1876 | 1881 | 1886 | 1891 | 1896 |
| ---- | ---- | ---- | ---- | ---- | ---- | ---- | ---- | ---- |
| 546  | 507  | 442  | 434  | 410  | 380  | 350  | 309  | 304  |

| 1901 | 1906 | 1911 | 1921 | 1926 | 1931 | 1936 | 1946 | 1954 |
| ---- | ---- | ---- | ---- | ---- | ---- | ---- | ---- | ---- |
| 260  | 266  | 288  | 187  | 184  | 191  | 185  | 172  | 175  |

| 1962 | 1968 | 1975 | 1982 | 1990 | 1999 | 2004 | 2006 | 2009 |
| ---- | ---- | ---- | ---- | ---- | ---- | ---- | ---- | ---- |
| 170  | 174  | 176  | 165  | 205  | 193  | 172  | 173  | 185  |

| 2014 | 2019 | 2022 | - | - | - | - | - | - |
| ---- | ---- | ---- | - | - | - | - | - | - |
| 193  | 193  | 192  | - | - | - | - | - | - |

En 1600, le village compte 145 habitants. La Briqueterie et la Hutte ont été des écarts autrefois habités.

## Économie
L'activité dominante de la commune reste l'agriculture.

## Culture locale et patrimoine

### Lieux et monuments

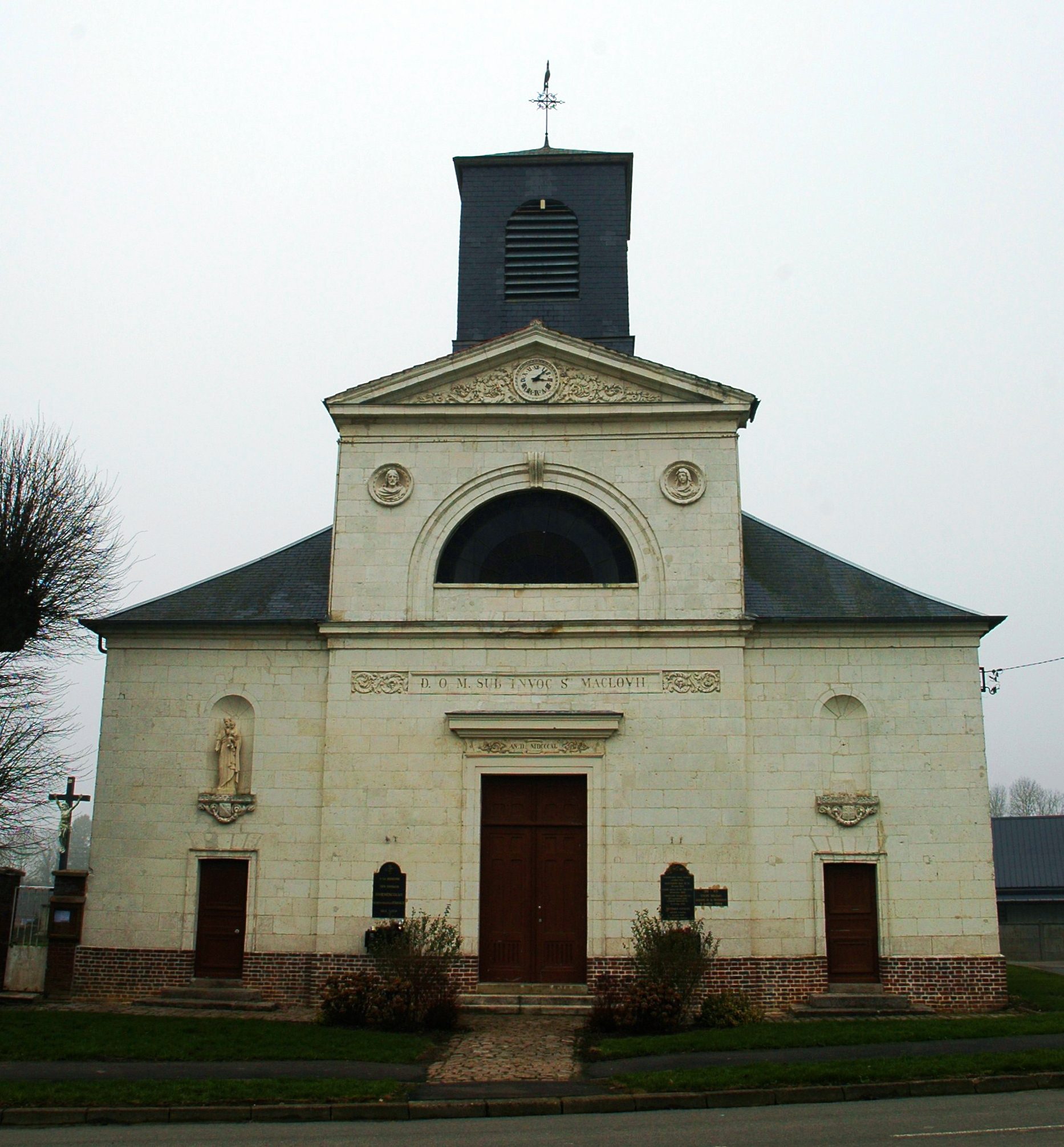
Église Saint-Maclou.

- Château[26] construit aux XVIIe et XVIIIe siècles, en brique et pierre. Grille de la cour d'honneur exécutée au XVIIIe siècle par le ferronnier d'art Jean Veyren, La façade côté parc comporte un avant-corps du XVIIIe siècle , autrefois situé au milieu de cette façade, aujourd'hui sur son côté droit, par suite de la destruction d'un peu moins de la moitié du château, après la Première Guerre mondiale.

- Église Saint-Maclou, reconstruite en 1840, avec un maître-autel néo-classique en bois doré[27].

- Statue de l'Espérance, érigée par Henri, marquis de Lameth, en mémoire des jeunes morts pour la patrie et de ceux qui l'ont défendue en 1870[28].
- Chapelle Madame. Route de Baizieux, elle existait avant la Révolution[28].

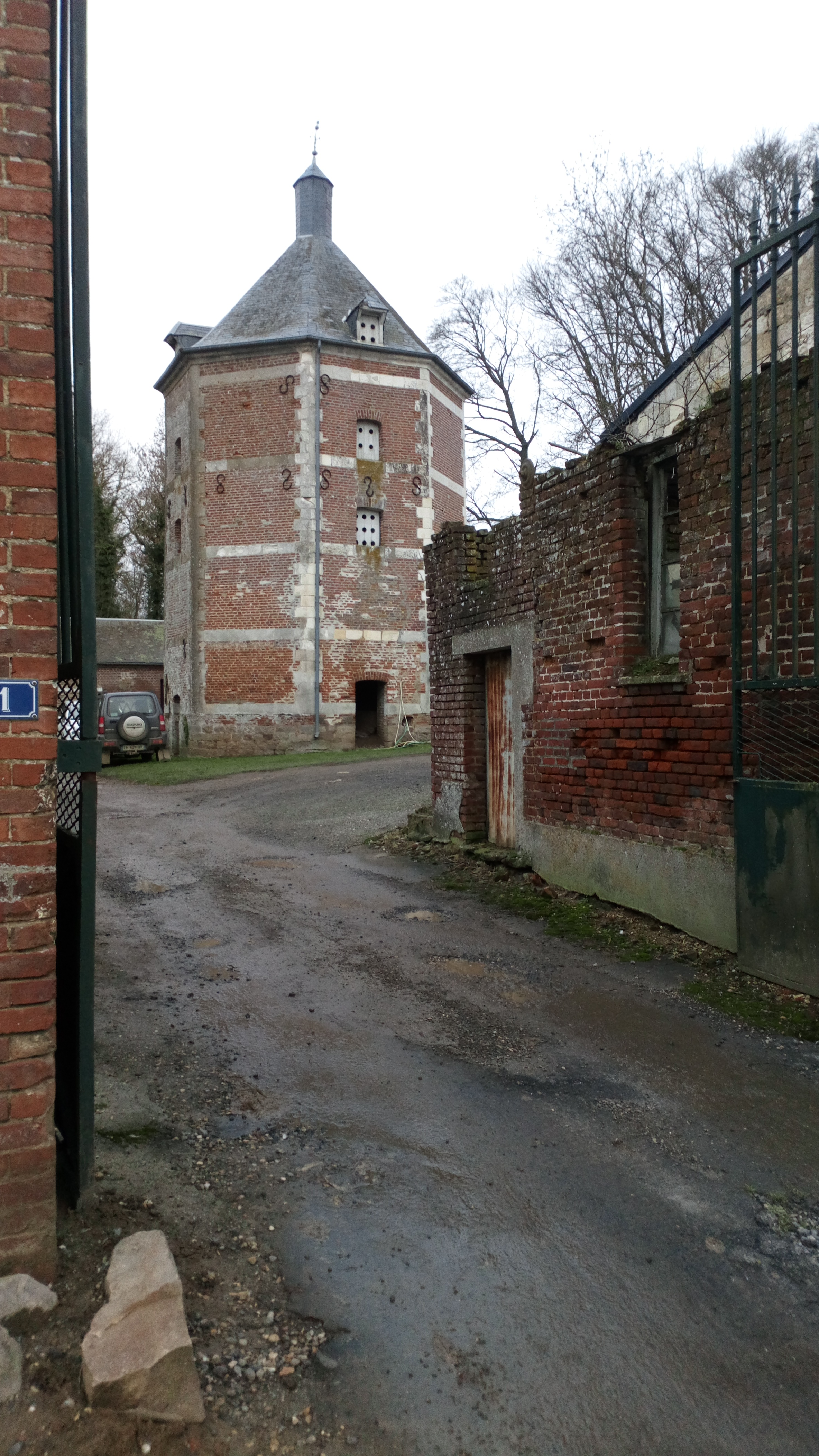
Pigeonnier de la ferme seigneuriale
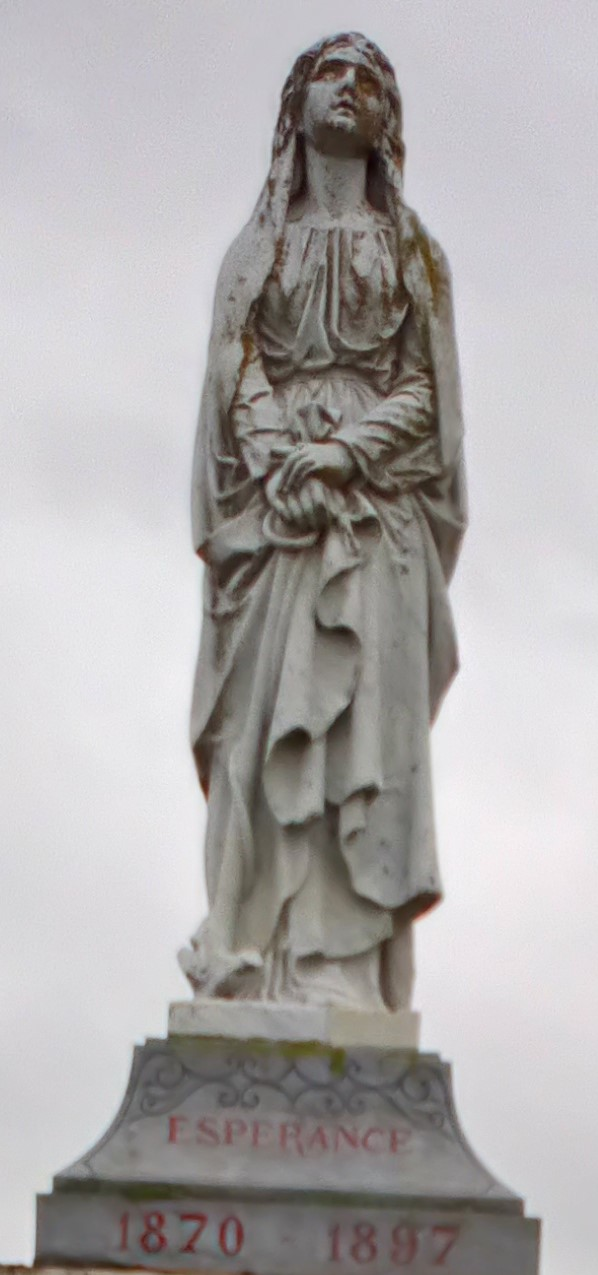
L'Espérance
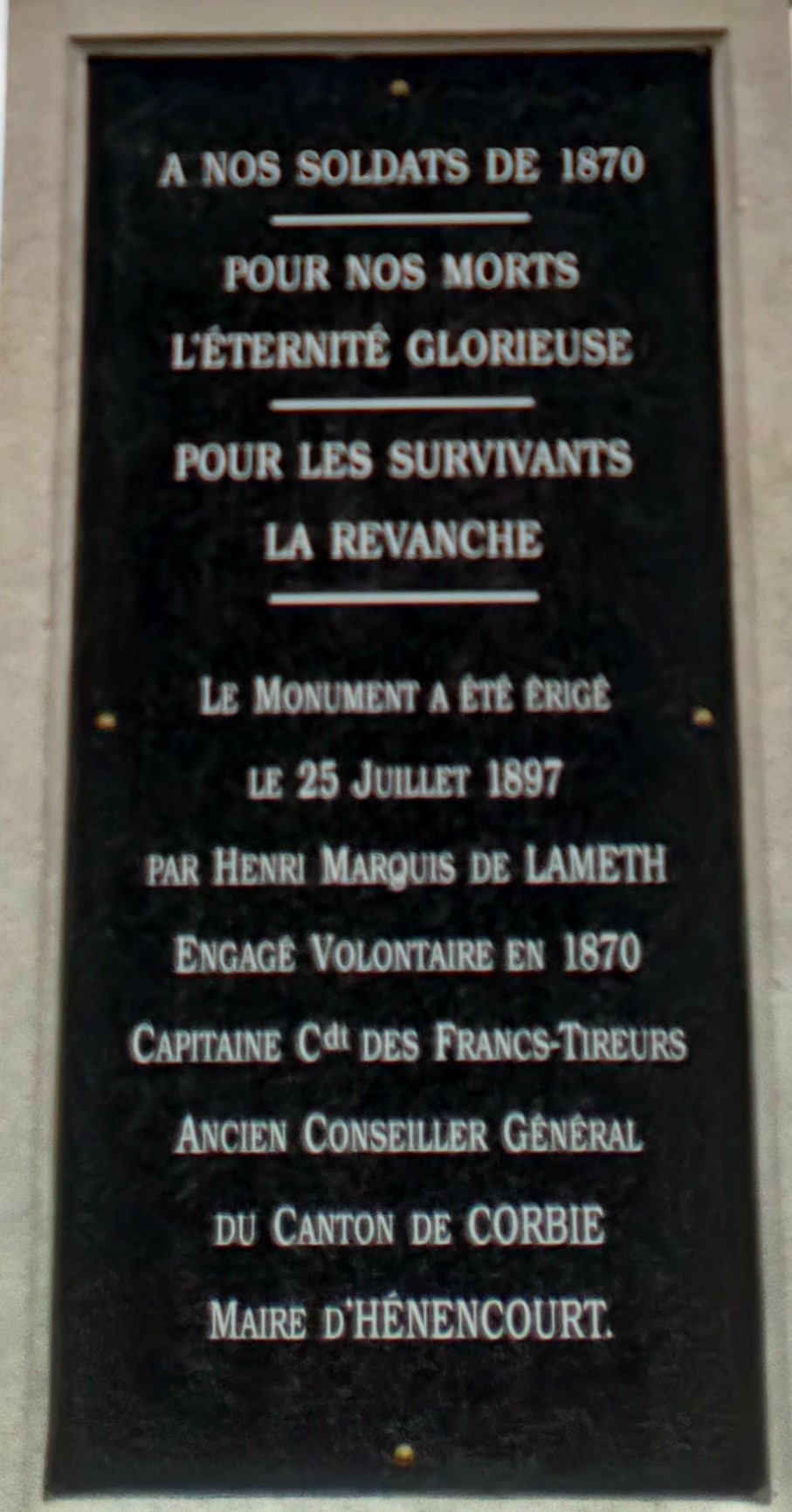
Dédicace de L'Espérance
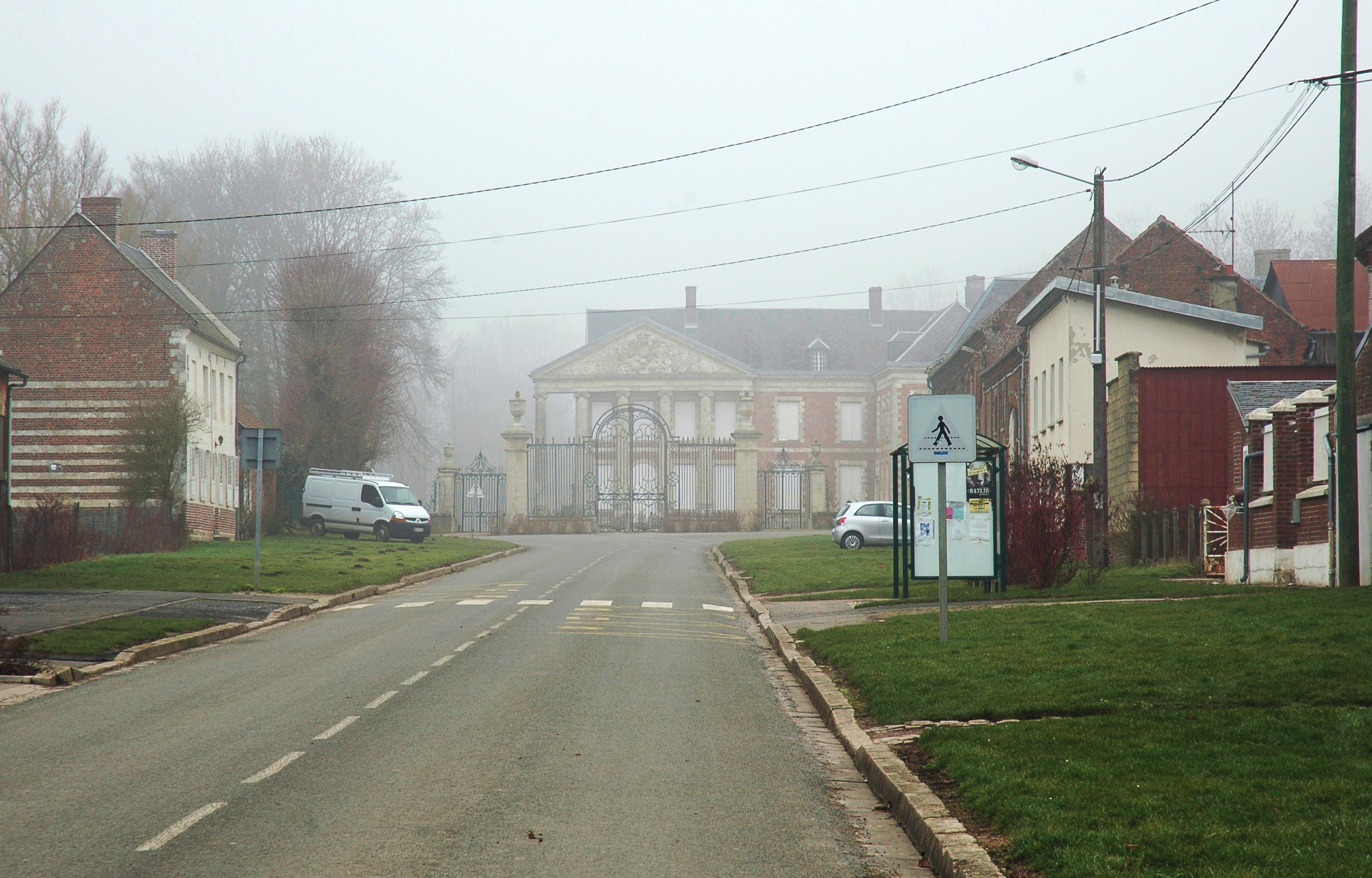
Le château dans la brume d'hiver
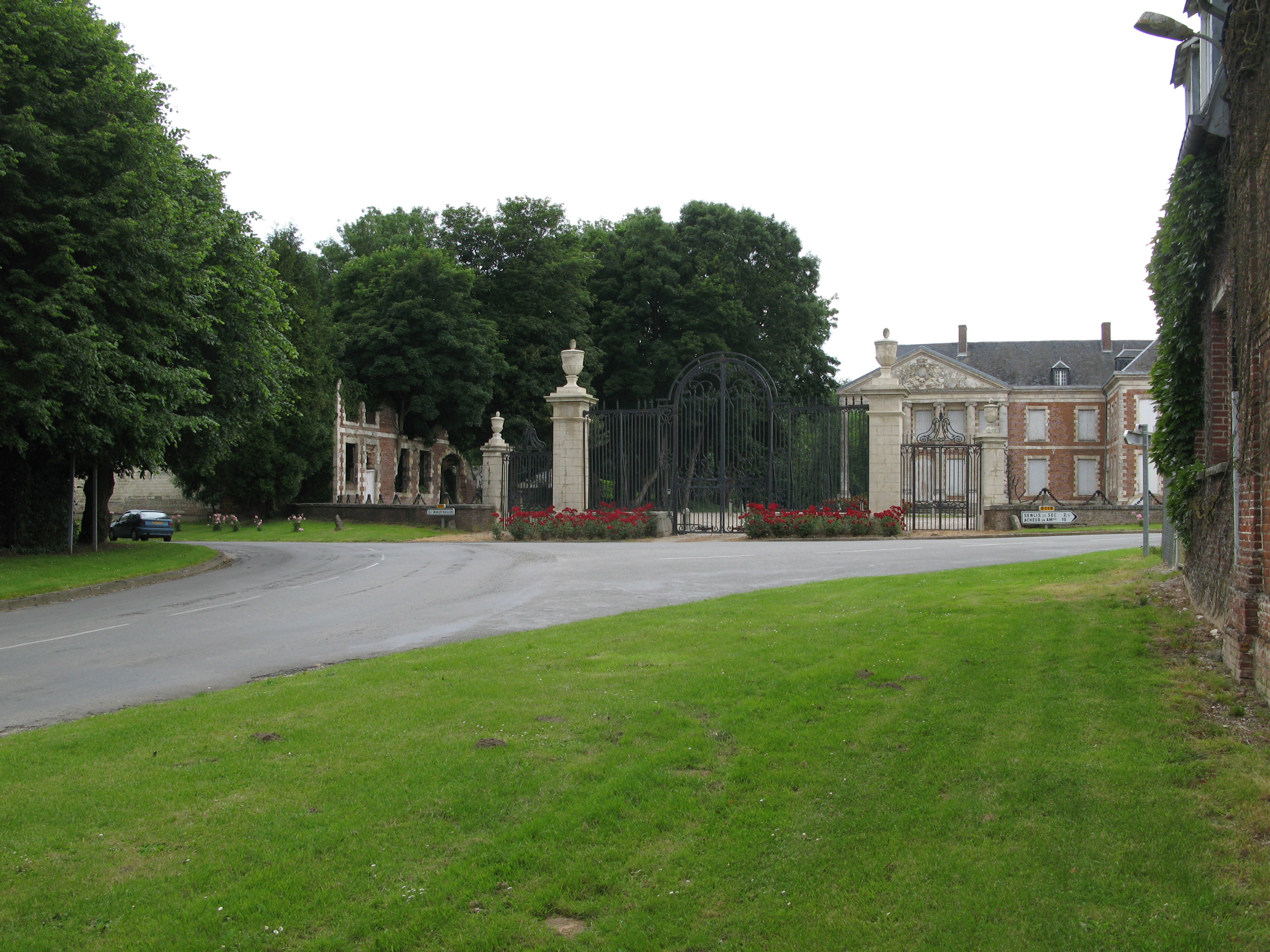
L'entrée du château

### Personnalités liées à la commune
- En 1460, Jacqueline d'Hénencourt, sœur d'Adrien de Hénencourt, doyen du chapitre cathédral d'Amiens, héritière de la seigneurie d'Hénecourt, épouse Antoine de Lameth[29].
- Jacques, gouverneur de Corbie, leur fils, héritier de la grande succession de sa mère, est inhumé dans l'église de Hénencourt où l'on peut voir son épitaphe[29].
- Charles Malo de Lameth, seigneur du lieu[1].
- Alexandre de Lameth, seigneur du lieu[1].

### Héraldique
|  | Ce blason a été repris des armes de la famille d'Hénencourt qui fut seigneur du village jusqu'au XVe siècle. Blasonnement : - D'argent aux trois maillets de sable. Ornement extérieur : - Croix de guerre 1914-1918 |